# Jupiter (banda)
Jupiter é uma banda japonesa de power metal sinfônico formada em abril de 2013 por quatro membros de Versailles e o vocalista Zin.

## Carreira
Em 2013, cerca de um ano depois do fim da banda Versailles, os mesmos membros (Hizaki, Teru, Yuki e Masashi, exceto Kamijo que iniciou carreira solo) formaram a banda Jupiter e recrutaram o vocalista Zin. O álbum de estreia da banda, "Classical Element" foi lançado em 28 de agosto e alcançou a trigésima primeira posição na Oricon.
Em 24 de maio de 2014, Jupiter participou do festival "LOUD & METAL ATTACK" em Studio Coast, em Shinkiba.
Yuki e Masashi deixaram a banda em abril de 2016. Após a saída de Masashi, Shoyo foi o baixista suporte da banda. Em 13 de abril de 2017, Rucy entrou para a banda como baixista substituindo Masashi e Daisuke entrou substituindo Yuki como baterista.
O vocalista original Zin saiu da banda em 3 de fevereiro de 2018. Rapidamente após a saida de Zin, Kuze entrou para a banda como novo vocalista. Em novembro de 2018, a banda anunciou seu novo álbum, intitulado "Zeus ~Legends Never Die~" e uma turnê na Europa para o ano de 2019. No final de 2018, Jupiter foi ranqueada em décimo segundo lugar no ranking de artistas visual kei da JRock News.
O baixista Rucy saiu da banda após um último show em 19 de janeiro de 2019 por causa de diferenças artísticas.

## Membros
- Kuze - vocal
- Hizaki - guitarra
- Teru  - guitarra
- Cero - baixo
- Daisuke - bateria

### Ex-membros
- Rucy - baixo
- Zin - vocal
- Masashi - baixo
- Yuki - bateria

### Membros de suporte
- Shoyo - baixo

## Discografia
| Título                   | Lançamento           | Posição na Oricon |
| ------------------------ | -------------------- | ----------------- |
| Classical Element        | 28 de agosto de 2013 | 31                |
| The History of Genesis   | 7 de janeiro de 2015 | 32                |
| Tears of the Sun         | 10 de maio de 2017   | 77                |
| Zeus ~Legends Never Die~ | 3 abril de 2019      | 80                |